# Santa Barbara SB 155/39
Die Santa Barbara SB 155/39 war eine spanische Haubitze im Kaliber 155 mm.
Die Haubitze wurde von der spanischen staatlichen Waffenfabrik Santa Bárbara Sistemas entwickelt. Das Geschütz wurde so konstruiert, dass es luftverlastbar ist. Grundsätzlich handelt es sich um eine konventionelle Zugkraftkanone. Zwei Spreizholme verliehen dem Geschütz Stabilität. Die Lafette ruhte auf der Vorderachse. Kleinere Hilfsräder erleichterten den Aufbau der Waffe. Die Nutzung eines Hilfsmotors wurde ursprünglich nicht vorgesehen. Im Laufe der Entwicklung wurden die Geschütze jedoch mit einem kleinen Dieselmotor als Hilfsantrieb ausgerüstet.
Die Forderung der spanischen Armee sah ebenfalls vor, dass die Geschütze für den Kampf in gebirgigem Gelände geeignet sein sollten. Das veranlasste die Ingenieure dazu, das Geschütz so zu konzipieren, dass ein großer Seitenrichtbereich möglich war. Mit 60° zum Seitenrichten muss die Haubitze de facto gar nicht bewegt werden, wenn die Feuerrichtung geändert werden soll. 
Die Santa Barbara SB 155/39 wurde von den Spanischen Streitkräfte getestet aber nicht beschafft. Exporte kamen keine zustande. Die Santa Barbara SB 155/39 bildete die Grundlage für die spätere Santa Bárbara Sistemas 155/52.